# سنگ‌ریزش

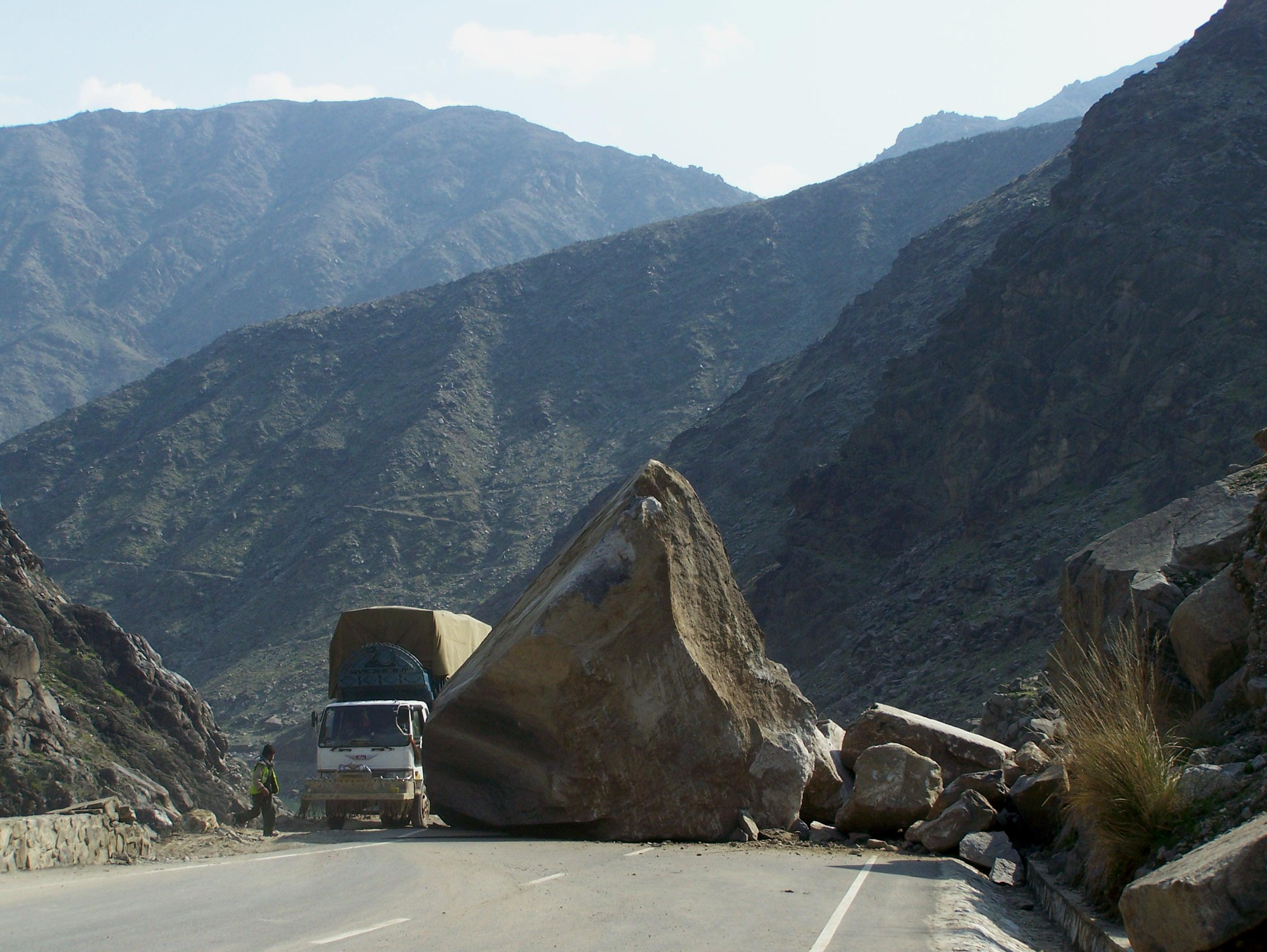
سنگ‌ریزش

سنگ‌ریزش (به انگلیسی: rockfall) به پدیده‌ای گفته می‌شود که طی آن قطعه‌ای سنگ که بر اثر لغزش واژگونی، یا سقوط از قطعهٔ اصلی جدا شده است از یک صخرهٔ عمودی یا تقریباً عمودی سقوط می‌کند یا با جهیدن و پریدن در امتداد خط سیر بالستیکی از سرازیری پایین می‌آید یا بر روی توده سنگ‌ریزه‌های پای صخره می‌غلتد.
شرایط نامساعد اقلیمی و زمین‌شناسی و آب و هوا مکانیسم‌های علی و اصلی ریزش سنگ هستند. عوامل دیگر شامل چگونگی شرایط وجودی خود سنگ مانند ناپیوستگی هم در توده سنگ، هوازدگی، زمین و آب‌های سطحی و زیرزمینی، یخ زدگی‌ها، ذوب شدن‌ها، ریشه‌های درختان و تنش‌های خارجی می‌باشد. یک درخت ممکن است در برابر باد قرار گرفته باشد و این فشار در سطح ریشه، پایه‌های سنگ را در جای خود سست می‌کند و این می‌تواند سقوط را آغاز کند.